# Anárgyroi (ort i Grekland, Epirus)
Anárgyroi (Anargyroi) är en ort i Grekland.   Den ligger i prefekturen Nomós Ioannínon och regionen Epirus, i den nordvästra delen av landet, 300 km nordväst om huvudstaden Aten. Anárgyroi ligger 698 meter över havet och antalet invånare är 108.
Terrängen runt Anárgyroi är huvudsakligen kuperad, men den allra närmaste omgivningen är platt.Runt Anárgyroi är det tätbefolkat, med 319 invånare per kvadratkilometer. Närmaste större samhälle är Ioánnina, 12,0 km öster om Anárgyroi. Omgivningarna runt Anárgyroi är en mosaik av jordbruksmark och naturlig växtlighet.